# Куп Истанбула 2006 — парови
Учествовало је 16 парова, са такмичаркама из 20 земаља. Прошлогодишње победнице Марта Мореро из Шпаније и Антонела Сера Занети из Италије нису браниле титулу.
Ово је за обе тенисерке друга титула у каријери у игри парова са разним партнеркама.
Победнице су Аљона Бондаренко из Украјине и Анастасија Јакимова и Белорусије. Ова победа је прва титула у каријери обе такмичарке у игри парова.

### Списак носилаца
| Број | Пар                                                             | Резултат | Резултат                                                         |
| ---- | --------------------------------------------------------------- | -------- | ---------------------------------------------------------------- |
| 1    | Ана Лена Гренефелд Немачка · Меган Шонеси Сједињене Државе (16) | 1. коло  | Сања Мирза Индија · Алиша Молик Аустралија (175)                 |
| 2    | Марија Елена Камерин Италија · Емануела Гаљарди Швајцарска (38) | 1. коло  | Агњешка Радвсњска · Уршула Радвањска Пољска {529}                |
| 3    | Елени Данилиду Грчка · Јасмин Вер Немачка (106)                 | 2 коло   | Аљона Бондаренко Украјина · Анастасија Јакимова Белорусија {183} |
| 4    | Ешли Хакелруод · Бетани Малек Сједињене Државе (153)            | 2. коло  | Јулија Федак Украјина · Ева Хрдинова Чешка {183}                 |

- Број у загради озвачава пласман на ВТА ранг листи од 15. маја 2006.

## Прво коло
| бр. меча | 1. играч                                                        | Резултат      | 2. играч                                                          |
| -------- | --------------------------------------------------------------- | ------------- | ----------------------------------------------------------------- |
| 1.       | Ана Лена Гренефелд Немачка · Меган Шонеси Сједињене Државе (16) | предаја       | Сања Мирза Индија · Алиша Молик Аустралија (175)                  |
| 2.       | Анастасија Мискина Русија · Ипек Сеноглу Турска (355)           | 4-6, 7-5, 1-6 | Јелена Костанић Хрватска · Ангелик Виђаја (353)                   |
| 3.       | Ешли Хакелруод · Бетани Малек Сједињене Државе (153)            | 6-3, 6-3      | Данијела Клеменшиц · Сандра Клеменшиц Аустрија {204}              |
| 4.       | Јулија Федак Украјина · Ева Хрдинова Чешка {183}                | 6-2, 6-4      | Василиса Давидова · Олга Панова Русија ЛЛ (509)                   |
| 5.       | Сара Ерани Италија · Лина Станкијуте Литванија                  | 4-6, 4-6      | Аљона Бондаренко Украјина · Анастасија Јакимова Белорусија {183}  |
| 6.       | Ана Чакветадзе Русија · Михаела Крајичек Холандија {280}        | 4-6, 2-6      | Елени Данилиду Грчка · Јасмин Вер Немачка (106)                   |
| 7.       | Јанета Хусарова Словачка · Шахар Пер Израел (153)               | 6-2, 6-2      | Мара Сантанђело Италија · Машона Вашингтон Сједињене Државе {151} |
| 8.       | Агњешка Радвсњска · Уршула Радвањска Пољска КВ {529}            | 7-5, 6-3      | Марија Елена Камерин Италија · Емануела Гаљарди Швајцарска (38)   |

## Четвртфинале
| бр. меча | 1. играч                                                         | Резултат | 2. играч                                             |
| -------- | ---------------------------------------------------------------- | -------- | ---------------------------------------------------- |
| 1.       | Сања Мирза Индија · Алиша Молик Аустралија (175)                 | 6-3, 6-3 | Јелена Костанић Хрватска · Ангелик Виђаја (353)      |
| 2.       | Ешли Хакелруод · Бетани Малек Сједињене Државе (153)             | предаја  | Јулија Федак Украјина · Ева Хрдинова Чешка {183}     |
| 3.       | Аљона Бондаренко Украјина · Анастасија Јакимова Белорусија {183} | 6-1, 6-2 | Елени Данилиду Грчка · Јасмин Вер Немачка (106)      |
| 4.       | Јанета Хусарова Словачка · Шахар Пер Израел (153)                | 6-2, 7-5 | Агњешка Радвсњска · Уршула Радвањска Пољска КВ {529} |

## Полуфинале
| бр. меча | 1. играч                                                         | Резултат         | 2. играч                                          |
| -------- | ---------------------------------------------------------------- | ---------------- | ------------------------------------------------- |
| 1.       | Сања Мирза Индија · Алиша Молик Аустралија (175)                 | 3-6, 6-3, 7-6(2) | Јулија Федак Украјина · Ева Хрдинова Чешка {183}  |
| 2.       | Аљона Бондаренко Украјина · Анастасија Јакимова Белорусија {183} | 3-6, 6-3, 7-6(2) | Јанета Хусарова Словачка · Шахар Пер Израел (153) |

## Финале
| бр. меча | 1. играч                                         | Резултат | 2. играч                                                         |
| -------- | ------------------------------------------------ | -------- | ---------------------------------------------------------------- |
| 1.       | Сања Мирза Индија · Алиша Молик Аустралија (175) | 2-6, 4-6 | Аљона Бондаренко Украјина · Анастасија Јакимова Белорусија {183} |